# ピクリン酸アンモニウム
ピクリン酸アンモニウム（英語：Ammonium Picrate、別名：D爆薬、Explosive D、Dunnite）とはピクリン酸とアンモニアによって形成される塩であり、爆薬として用いられる。
1906年、メジャー・ダン（Major Dunn）によって爆薬として開発された。軍事史上最初の使用はラ・スタンパが報じた、1911年11月2日のイタリア軍によるリビアでの空爆であるとされている。第一次世界大戦では、アメリカ合衆国海軍が大量に使用した。
ピクリン酸アンモニウム（D爆薬）は誘爆の危険性の少ない鈍感な化学物質であると考えられていたが、アメリカ合衆国陸軍では1911年に廃棄され、他の爆薬で更新された。海軍では、徹甲弾の炸薬として沿岸防備用に用い続けた。
ピクリン酸アンモニウム（D爆薬）は強固な装甲に命中しても起爆しない典型的な爆薬であり、砲弾が装甲を貫通した後に信管によって起爆された。
2008年9月1日、カナダニューファンドランド・ラブラドール州のCape Porcupineで、廃棄されたピクリン酸アンモニウム5kgが風化した岩と間違えられて持ち出される事件が発生している。持ち出されたピクリン酸アンモニウムは爆破処理され、さらに海岸線を捜索したところ、大小様々な大量の砲弾が存在していることが判明した。一発の空の砲弾（長さ1m、幅30cm）とピクリン酸アンモニウムを発見し、ピクリン酸アンモニウムは除去後爆破処理された。